# 横浜人形の家
座標: 北緯35度26分35.4秒 東経139度39分7.6秒 / 北緯35.443167度 東経139.652111度
横浜人形の家（よこはまにんぎょうのいえ、英: Yokohama Doll Museum）は、神奈川県横浜市中区山下町18にある博物館。世界141カ国・1万3千点以上の人形と人形に関する資料を所蔵。日本国内外の人形の展示も行っている。施設は横浜市が保有し、指定管理者として丹青社・東急コミュニティー共同事業体が運営をしている。

## 概要
「横浜人形の家」創設は、御木本幸吉の秘書兼通訳であった大野英子の2000体近くの人形のコレクションを横浜市に寄贈したことが発端になっている。1978年3月には横浜市中区山下町にある産業貿易センタービル内の横浜国際会議場に展示場「人形の家」が設けられ、大野が寄贈した人形や、1927年にアメリカより寄贈され、1980年に横浜市に移管された本町小学校の「青い目の人形」の「ブロッソン」が展示された。1981年には新しい「人形の家」の計画が持ち上がり、1984年に工事が行われ、1986年6月1日に開館。建築設計は坂倉建築研究所、施工は竹中工務店・日成建設。1987年には日本建設業連合会主催の第28回BCS賞を受賞している。展示コンセプトは「横浜発・世界の人形ふれあいクルーズ」。常設展示室のほか、企画展示室や、人形劇を主に開催している『あかいくつ劇場』、ショップ、カフェ等がある。館長は初代が兼高かおる（開館時 - 2006年）、2代目は石坂浩二（2006年 -2010年）、3代目以降は著名人以外が館長を務めている。
開館から10年以上経過して保存環境による収蔵品への影響が見られたこともあり、2006年には増築や温湿度管理の設備を含めた全面改修工事が行われた。2010年2月には常設展示室内をリニューアル。プロデュースはおもちゃ研究家の北原照久。常設展示室では、青い目の人形や答礼人形（アメリカへ贈られた市松人形のレプリカ）をはじめ、日本や世界141ヶ国の民族人形、人間国宝・平田郷陽の作品、江戸後期以降のからくり人形、雛人形、ヨーロッパのビスク・ドールなど貴重な人形を展示している。各種イベントへの人形等の貸出も行っている。
第13回（2013年度）日本建築家協会25年賞受賞。

## ポーリン橋・フランス橋

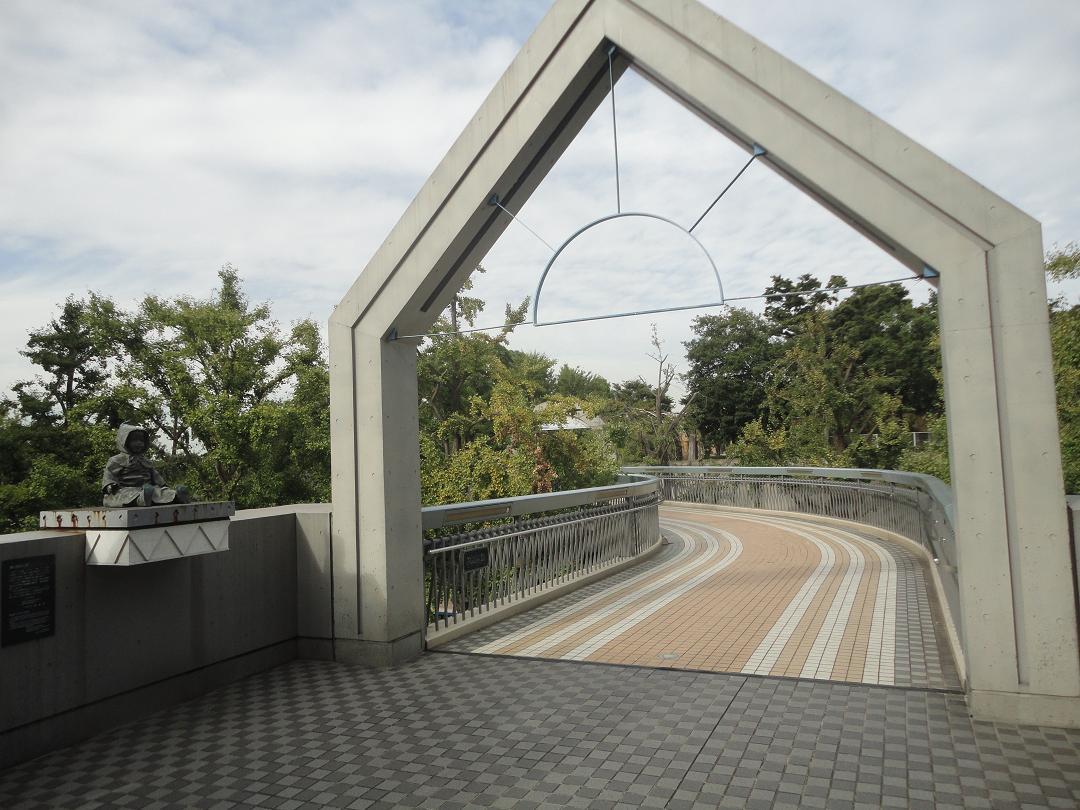
ポーリン橋

1986年竣工。横浜人形の家の前には山下公園方面に伸びている「ポーリン橋」が架かっており、橋の手前には西前小学校に寄贈された青い目の人形の「ポーリン」の銅像がある。反対側には「フランス橋」が架かっており、中村川を渡り港の見える丘公園へ通じている。

## 交通アクセス
横浜高速鉄道みなとみらい線元町・中華街駅より徒歩5分。

## 参考資料
- 武田英子「◆市民たちの人形交流◆　－横浜市－」『青い目の人形－写真資料集』山口書店、1985年8月5日、66頁。ISBN 978-4-8411-0105-8。